# Kalînivka, Jovtnevîi
Kalînivka (în ucraineană Калинівка) este o comună în raionul Jovtnevîi, regiunea Mîkolaiiv, Ucraina, formată numai din satul de reședință.

## Demografie
Componența lingvistică a comunei Kalînivka
     Ucraineană (92,57%)
     Rusă (6,57%)
     Alte limbi (0,35%)
Conform recensământului din 2001, majoritatea populației comunei Kalînivka era vorbitoare de ucraineană (92,57%), existând în minoritate și vorbitori de rusă (6,57%).